# 埃熱雷利斯
埃熱雷利斯（立陶宛語：Ežerėlis，讀音ⓘ，字面意思为「小湖」）是立陶宛的城市，位於該國西南部，處於首府考那斯以西25公里，由考那斯縣負責管轄，海拔高度95米，面積2.26平方公里，2010年人口1,959。